# Bazilika sv. Egidija, Bardejov
Bazilika svetega Egidija (slovaško Bazilika sv. Egidia) je rimskokatoliška župnijska cerkev v Bardejovu na Slovaškem in spada pod nadškofijo Košice. Gotska bazilika je posvečena svetemu Egidiju in nosi naziv manjša bazilika. Triladijska gotska bazilika tvori severni konec osrednjega trga mestne hiše v Bardejovu in je kot del starega mestnega jedra Unescov seznam svetovne dediščine.

## Zgodovina in arhitektura
Srednjeveška cerkev je bila zgrajena namestu prejšnje cerkve, ki je verjetno pripadala cistercijanskemu samostanu, ki so ga okoli leta 1206 ustanovili menihi iz poljskega samostana Koprzivnica. Mesto so najkasneje od leta 1241 oblikovali tudi meščani nemške Ostsiedlung. Z gospodarskim razmahom v 14. stoletju je bila zgrajena nova cerkev, ki je bila dokončana leta 1415. 10 metrov visoki strehi prezbiterija in ladje sta med seboj ločeni z zidom, na vrhu katerega je zvonik s križem. Cerkveni stolp je bil prizidan med letoma 1420 in 1427. Že leta 1448 so se začela dela za širitev in predelavo. Najprej je bil zgrajen velik kor, ki je leta 1464 dobil obok in leta 1466 gotski veliki oltar. Tri kapele okoli južnega glavnega portala so bile zgrajene med letoma 1482 in 1486 in posvečene sv. Elizabeti, sv. Andreju in Devici Mariji. Zahodno pročelje cerkve je okrepljeno z oporniki in vsebuje gotske loke ter veliko rozeto s kamnitim krogovičjem. Okras južne stene predstavlja kamniti relief z mestnim grbom. Cerkev je bila dokončana med letoma 1513 in 1518 s 24-metrskim obokom glavne ladje.
Cerkev je bila večkrat močno poškodovana zaradi požarov in podrtja. Impozanten stolp v jugozahodnem vogalu cerkve se je podrl leta 1725 in v požaru 1784 in je bil obnovljen šele konec 19. stoletja v neoromanskem slogu. S svojo višino 76 metrov je eden najvišjih cerkvenih stolpov na Slovaškem. Ima šest nadstropij, med seboj ločenih s kamnitimi venci. Zvonik je v četrti etaži; tam sta zvonova »Urban« in »Janez« ter zvon »Signum«. Peto nadstropje je prirejena za urni mehanizem. V šestem nadstropju je lesen balkon s piramidasto streho in štiri metre visokim kovinskim križem. To se je zgodilo vzporedno z obsežnimi obnovami cerkve pod vodstvom arhitektov Imreja Steindla in Frigyesa Schuleka od 1878 do 1899. Vmesne renesančne predelave italijanskih mojstrov iz 16. stoletja in baročne zasnove iz 19. stoletja v notranjosti cerkve so bile odstranjene.
Vsa cerkev je osvetljena skozi visoka, večinoma tridelna, zastekljena gotska okna; steklena polnila oken so zamenjali v 19. stoletju. Južno stran krasi okrasna kamnita plastika sv. Florjana.
Cerkev je bila 24. aprila 1970 razglašena za državni kulturni spomenik. Leta 2001 jo je papež Janez Pavel II. povzdignil v status manjše bazilike.

## Oprema
V arhitekturi, preprosti in strogi obliki, je veliko dragocenih detajlov in umetnin. Od enajstih poznogotskih krilnih oltarjev iz obdobja 1460–1520 je najdragocenejši stranski oltar Rojstvo, ki ga pripisujejo krogu delavnice Veita Stossa v Krakovu. Skupina Kalvarija izvira od Paula von Leutschaua.